# 스티븐 플레처
스티븐 케네스 플레처(Steven Kenneth Fletcher, 1987년 3월 26일 ~ )는 스코틀랜드의 축구 선수로, 포지션은 공격수이다. 2004년 하이버니언에서 프로축구생활을 시작하여 현재 렉섬에서 뛰고있다.